# 양기하
양기하(梁基瑕, 1878년 음력 10월 8일 ~ 1932년 양력 2월)는 한국의 독립 운동가이다. 아호는 하산(荷山)이다.

## 생애
충청남도 공주 출생이다. 유학을 깊이 수학하고 대한제국에서 공주군수를 지내는 등 관료로 일하다가 1910년 한일 병합 조약이 체결되자 관직을 버리고 서간도로 망명했다.
당시 간도 지역에는 경상도 출신의 명망 있는 유학자이자 의병장 경험이 있는 유인석이 수하를 이끌고 망명해 있었는데, 그는 유인석 휘하의 박장호, 조맹선 등과 가까이 지내며 독립 운동을 위한 해외 기지 설립을 꾀했다. 양기하는 이들과 함께 1919년 3·1 운동 이후 젠다오에 대한독립단(도총재 박장호)을 조직하고 무장 항일 투쟁에 뛰어들었고, 이 단체가 기원독립단과 민국독립단으로 갈라졌을 때는 공화주의를 주장하는 소장파들이 중심이 된 민국독립단(도총재 조병준)에 가담했다.
1920년에는 대한민국 임시정부 관할 하에 남만주의 독립군 단체를 통합한 광복군사령부(사령장 조맹선)를 결성하고 그는 선전부장에 취임했다. 이때 임시정부와 인연을 맺은 양기하는 임시의정원 의원을 지내면서 한국노병회 결성에 참가하는 등 상하이에 3년 남짓 머물렀다. 그러나 그는 임시정부의 주축 세력 중 하나인 이승만의 노선에 반대하여 1922년 대통령인 이승만의 불신임안을 제기하는 등 갈등을 겪은 끝에, 1924년 만주의 무장 독립 운동 계열로 복귀했다.
복귀 후 참의부 교육위원장을 시작으로 국민부, 조선혁명당, 조선혁명군을 결성하여 만주 지역 무장 단체 통합에 앞장 섰다. 1932년 신빈 사건으로 조선혁명당 지도부가 대거 체포되면서 와해 위기에 놓였을 때 그는 만주 지역의 조직을 사수해야 한다는 강경론을 펼쳤고 결국 콴뎬 현에서 가장 먼저 전사했다.

## 사후
- 대한민국 정부는 그의 공헌을 기리기 위해 1963년 건국훈장 독립장을 추서하였다.

## 참고자료
- 대한민국 국가보훈처, 이 달의 독립 운동가 상세자료 - 양기하, 1997년 보관됨 2016-03-04 - 웨이백 머신
- 김용달 (2004). 〈4장 양기하의 생애와 무장투쟁〉. 《한국 독립운동의 인물과 노선》. 서울: 한울. ISBN 8946032219.